# Shiriuchi
Shiriuchi (知内町, Shiriuchi-chō) est un bourg du district de Kamiiso, situé dans la sous-préfecture d'Oshima, sur l'île de Hokkaidō, au Japon.

## Géographie

### Démographie
Au 31 mars 2015, la population de Shiriuchi s'élevait à 4 709 habitants répartis sur une superficie de 196,75 km2.

## Jumelage
- Imabetsu (Japon)